# سينتوسا
جزيرة سنتوسا، (بالإنجليزية: Sentosa)‏ هي جزيرة تقع قبالة الساحل الجنوبي لسنغافورة. الجزيرة مفصولة عن جزيرة سنغافورة الرئيسية بقناة مياه، وهي مجاورة لجزيرة بولاو براني، وهي جزيرة صغيرة تقع بين سنتوسا والجزيرة الرئيسية.
كانت الجزيرة تُستخدم سابقًا كقاعدة عسكرية بريطانية ثم معسكرًا لأسرى الحرب اليابانيين، وتم تغيير اسم الجزيرة إلى سينتوسا وكان من المخطط أن تكون وجهة سياحية شهيرة. وهي الآن موطن لمنتجع شهير يستقبل أكثر من عشرين مليون زائر سنويًا. وقد كانت سنتوسا موقع قمة كوريا الشمالية والولايات المتحدة الأمريكية 2018.

## التسمية
يعني اسم سنتوسا في الملاوية «السلام والهدوء»، والذي اشتق بدوره من المصطلح السنسكريتي سانتوشا، والذي يعني «الرضا». وقد كانت سنتوسا تُعرف سابقًا باسم بولاو بلاكانج ماتي.

## التاريخ

### الحرب العالمية الثانية
خلال الحرب العالمية الثانية، كانت الجزيرة قلعة عسكرية بريطانية. وبعد استسلام قوات الحلفاء في 15 فبراير 1942، بني اليابانيون حصن سيلوزو الذي أصبح معسكر لأسرى الحرب الأستراليون والبريطانيين. وأثناء الاحتلال الياباني، وتحت عملية سوك تشينغ، قُتل رجال صينيون كانوا يُشتبه في تورطهم في أنشطة مناهضة لليابان.

### 1970
في أواخر الستينيات، بدأت الحكومة في وضع مقترحات لتطوير الجزيرة، وعقدت مسابقة للعثور على اسم جديد للجزيرة في نوفمبر 1969. تم تغيير اسم الجزيرة إلى «سنتوسا» في سبتمبر 1970، وفي مارس 1971، أعلنت الحكومة عن خطط لتطوير الجزيرة إلى منتجع سياحي للزوار المحليين والسياح، وفي مارس 1972 تم الكشف عن خطة بقيمة 124 مليون دولار سنغافوري لتطوير سنتوسا.
وتأسست شركة تطوير سنتوسا في 1 سبتمبر 1972 للإشراف على تطوير الجزيرة. ومنذ ذلك الحين، تم استثمار حوالي 420 مليون دولار سنغافوري من رأس المال الخاص و 500 مليون دولار سنغافوري أخرى من الأموال الحكومية لتطوير الجزيرة. وتم افتتاح جسر الجسر في عام 1992 ليربط سنتوسا بالبر الرئيسي.

### 2018
استضافت الجزيرة قمة كوريا الشمالية والولايات المتحدة بين رئيس الولايات المتحدة الأمريكية دونالد ترامب وكيم جونغ أون رئيس كوريا الشمالية يوم 12 يونيو عام 2018، في فندق كابيلا.

## الجغرافيا
تبلغ مساحة الجزيرة ما يقرب من 5 كيلومتر مربع (1.9 ميل2). وتقع على بعد نصف كيلومتر فقط (ربع ميل) من الساحل الجنوبي لسنغافورة. وهي خامس أكبر جزيرة في سنغافورة. وتمت تغطية 70٪ من الجزيرة الغابات المطيرة الثانوية، وهي موطن للسحالي، القرود، والطاووس، والببغاوات.